# Badminton New Zealand
Badminton New Zealand ist die oberste nationale administrative Organisation in der Sportart Badminton in Neuseeland. Der Verband mit Sitz in  Taradale (Napier) wurde 1927 als New Zealand Badminton Federation gegründet.

## Geschichte
Badminton wurde in Neuseeland erstmals kurz nach 1900 gespielt und es wurde gleichzeitig der erste Klub Auckland BC gegründet. Es dauerte  bis 1927, bis die ersten New Zealand Open ausgetragen wurden und die New Zealand Badminton Federation (NZBF) im gleichen Jahr ins Leben gerufen wurde. Erster Präsident wurde der New-Zealand-Open-Titelträger Archdeacon Creed-Meredith. In Wellington wurde der erste Klub von Jack Marshall gegründet, der später Premierminister des Landes wurde. 1934 war die New Zealand Badminton Federation Gründungsmitglied der Badminton World Federation, damals als International Badminton Federation bekannt. Die New Zealand Badminton Federation wurde ebenfalls Mitglied im kontinentalen Dachverband Badminton Oceania. Anfang des neuen Jahrtausends wurde der Verband zum heutigen Namen umbenannt.

## Bedeutende Veranstaltungen, Turniere und Ligen
- New Zealand Open
- Neuseeländische Meisterschaft
- Auckland International
- Canterbury International
- Neill Cup (Mannschaftswettkampf der South Island, seit 1949)
- North Harbour International
- Slazenger Cup (Mannschaftswettkampf der North Island, seit 1948)
- Waikato International
- Waitakere International
- Wellington International
- Whyte Trophy
- Wisden Cup

## Bedeutende Persönlichkeiten
- Ralph Creed Meredith
- Jack Marshall